# Palonica pyramidata
Palonica pyramidata är en insektsart. Palonica pyramidata ingår i släktet Palonica och familjen hornstritar.

## Underarter
Arten delas in i följande underarter:
- P. p. pyramidata
- P. p. portola
- P. p. nasuta
- P. p. declivata
- P. p. ampliata